# Ponte Thanlwin
Il ponte Thanlwin, chiamato anche ponte di Mawlamyine, collega le città di Mawlamyine e Mottama nella Bassa Birmania ed è il ponte più lungo del paese. Attraversa la foce dell'omonimo fiume Thanlwin, noto in Italia con il nome Saluen, nel punto in cui riceve gli affluenti Gyaing e Attayan.

## Descrizione
È un ponte a capriata con le travi continue poggianti su robusti piloni per un totale di 27 campate sul fiume. La struttura è stata realizzata in acciaio, mentre le carreggiate stradali sono in cemento armato. Ospita due carreggiate stradali, una per ogni senso di marcia, un binario ferroviario e due marciapiedi.
La distanza tra le due rive del fiume è di 2.346 metri, lo sviluppo totale del ponte stradale è di 3,5 km, mentre quello che ospita la ferrovia arriva a 6,589 km.

## Storia
È stato progettato e costruito con finanziamenti della Banca Mondiale, della Asian Development Bank e della Banca Giapponese per la Cooperazione Internazionale. I lavori iniziarono nel 2000 e furono completati nel dicembre del 2004. Alla cerimonia di inaugurazione del 5 febbraio 2005 era presente l'allora dittatore della Birmania Than Shwe e diversi rappresentanti del Consiglio di Stato per la Pace e lo Sviluppo, l'organo di governo del paese.
Prima della costruzione del ponte, la strada e la ferrovia provenienti dall'allora capitale Yangon terminavano a Mottama. Attualmente proseguono fino a Dawei, dove il governo birmano ha potuto dare il via alla costruzione di un porto mercantile di rilievo internazionale. La realizzazione del porto ha implicato espropri e trasferimenti forzati di 500.000 abitanti della zona di Dawei.